# Œuvres d'Aristote
Les œuvres d'Aristote sont les textes du philosophe grec Aristote. Ils se composent d'ouvrages perdus, d'ouvrages conservés mais aussi d'ouvrages qui lui ont un temps été attribués avant que les chercheurs s'aperçoivent qu'il s'agit de pseudo-Aristote.

## Ouvrages perdus
Grâce au catalogue bibliographique de Diogène Laërce, il est possible d'apprécier les écrits qui ne furent pas parvenues ou qu'ils furent grandement remaniés. Trois types d'ouvrages perdus, au nombre de trente environ : a) des discours exotériques, b) des écrits doxographiques ; c) des écrits hypomnématiques.
- Parmi les discours exotériques (έξωτερικοὶ λόγοι), dialogues de jeunesse, entre 360 et 345 av. J.-C., destinés à un large public, de forme littéraire, dont il ne reste que des fragments, mais mieux connus que le reste de l'œuvre d'Aristote durant l'Antiquité[2] :
  - Grylos ou De la rhétorique (361 av. J.-C., date de la mort de Grylos, fils de Xénophon) : contre Isocrate
  - Eudème ou De l'âme (354 av. J.-C., date de la mort d'Eudème de Chypre) : sur l'immortalité, la préexistence, la transmigration de l'âme
  - Protreptique d'Aristote (353 av. J.-C., date du Sur l'échange d'Isocrate ; surtout conservé dans le Protreptique de Jamblique) : sur la vie contemplative. Trad. Jacques Follon, Invitation à la philosophie. Protreptique, Mille et Une Nuits, 2000, 63 p. Aristote, jeune, est encore platonicien.
  - Sur la philosophie (Περὶ φιλοσοφίας) (348-345 av. J.-C., à Assos) : sur la cosmologie, contre les Idées et les Nombres idéaux. H. D. Saffrey, Le 'Peri philosophias' d'Aristote et la théorie platonicienne des Idées Nombres, Philosophia Antiqua, vol. VII, Leyde, éd. E. J. Brill, 1955, XII, 74 p., deuxième édition revue et augmentée avec compte-rendu par H. Cherniss, Leyde, éd. Brill, 1971. Aristote, mûr, fait une critique de la théorie des Nombres idéaux.
- Parmi les écrits doxographiques, recueils de dogmes :
  - Du Bien (posthume, 300 av. J.-C. selon H. J. Krämer) : texte et trad. Marie-Dominique Richard, L'enseignement oral de Platon, Cerf, 1986, p. 83, 249-286. Sur Platon et son enseignement oral ésotérique.
  - Des Idées : voir S. Mansion, « La critique de la théorie des Idées dans le Περί Ιδέων d’Aristote », Revue philosophique de Louvain, 47 (1949), p. 169-202. Sur Platon.
  - Des Pythagoriciens (Περὶ τῶν Πυθαγορείων) (vers 360 av. J.-C. ?), trad. an. : The Complete Works of Aristotle, J. Barnes édi., Princeton University Press, 1984, p. 2441-2446.
- Parmi les écrits hypomnématiques, mémoires provenant d'exercices dans l'Académie :
  - Divisions : Aristoteles, Divisiones, éd. par H. Mutschmann, Leipzig, 1906. Compilation due à un auteur frotté de philosophie platonicienne et aristotélicienne (Paul Moraux).
  - Des contraires : Aristotelis Fragmenta Selecta, 1955, p. 105.

Selon la Vita Marciana et Plutarque, Aristote aurait composé une luxueuse édition de l'Illiade pour Alexandre le Grand. Le livre ne fut jamais recouvré, des rumeurs indiqueraient qu'il fut enterré avec Alexandre, un tombeau lui aussi introuvable.

## Le développement des idées d’Aristote

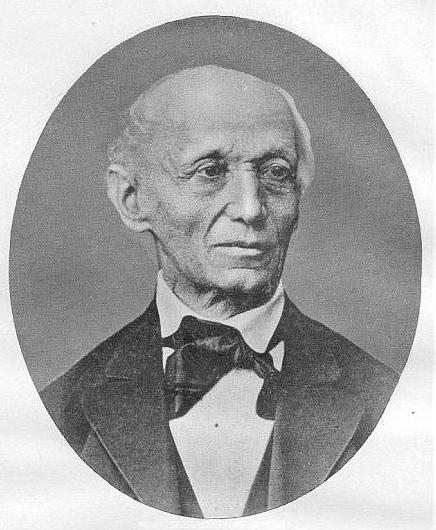
Edouard Zeller, historien allemand de la philosophie

Environ trente ouvrages d'Aristote ont donc été perdus. D'où la question de savoir en quoi cette perte pose problème dans la compréhension de l'œuvre d'Aristote. Dans son Histoire de la philosophie des Grecs, Eduard Zeller écrit :
« Toutes les œuvres en question appartiennent aux dernières années de la vie d’Aristote. Si un jour une heureuse découverte devait enrichir nos connaissances sur l’ordre chronologique de ces écrits, il n’y aurait pourtant pas à espérer que l’ouvrage le plus ancien nous fasse remonter à une époque où Aristote travaillait encore à son système. Dans toutes ses parties, celui-ci se présente à nous comme un tout achevé ; nulle part nous ne voyons encore l’architecte à l’œuvre. »
Cette hypothèse fut longtemps admise, et cette influence s’explique par la conception scolastique de la philosophie d’Aristote. L’exégèse traditionnelle (située entre la diégèse platonicienne et la métagénèse sceptique), selon l’expression de Werner Jaeger, lui a ainsi donné un air rigide de schématisme conceptuel. C’est pourquoi, dans l’histoire de l’interprétation aristotélicienne, l’œuvre de Werner Jaeger (Aristoteles, Grundlegung einer Geschichte seiner Entwicklung) est considérée comme un événement majeur. Au lieu de présenter un système tout fait, Werner Jaeger s’efforce de retrouver le devenir interne de la doctrine. Il divise ce devenir en trois étapes :
- L’époque de l’Académie : époque du dogmatisme platonicien ;
- Les années de voyage : naissance d’un platonisme critique ;
- Le maître : second séjour à Athènes, et avènement de l’aristotélisme proprement dit.

### L’époque de l’Académie
C’est l’époque du dogmatisme platonicien (œuvres de jeunesse, l’Éthique à Eudème, Protreptikos). Jaeger rapproche la forme du dialogue aristotélicien et les derniers dialogues de Platon où domine la méthode de classification et d’abstraction, la dialectique. L’Éthique à Eudème nous montre un Aristote platonicien (substance et âme, transcendance du Bien, réminiscence, immortalité, Idées). Quant au Protreptique, il date d’avant la mort de Platon, et il est un programme de vie et de formation platonicienne ; la phronèsis est un concept nettement platonicien, et le nous renvoie aux spéculations du Timée, du Philèbe, des Lois. Or, on ne trouve plus ce concept dans la Métaphysique. On ne trouve plus non plus dans l’Éthique à Nicomaque une éthique aussi exacte que les mathématiques ; cette conception y est même combattue.
Durant cette période il écrivit 19 œuvres, dont des dialogues, aujourd'hui perdus, de philosophie platonicienne. Parmi elles outre les écrits déjà cités, on trouve : Gryllos ou de la rhétorique (polémique avec Isocrate), Le Banquet, Le Sophiste, Sur la philosophie ou du Bien, etc. Il s'oppose déjà, du vivant de Platon, à la théorie des Idées défendue par ce dernier. Ensuite (à partir de 350 av. J.-C.), il écrit ce qui sera l’Organon, quelques livres de Physique (I, II, VII ?), De l'âme (III), et commence à écrire la Métaphysique, le début de la Politique. Aucune chronologie n'est cependant certaine.

### Les années de voyage

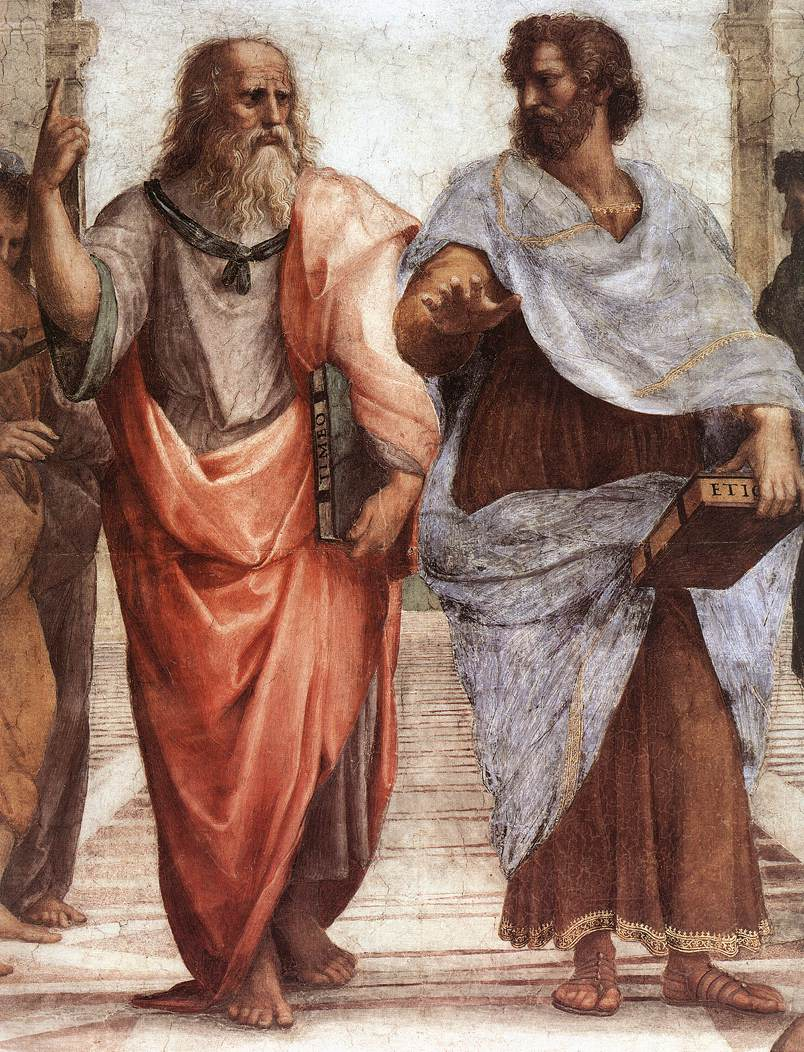
Platon (à gauche) et Aristote (à droite). Aristote pointe le sol par le plat de sa main droite, ce qui symbolise sa croyance dans la connaissance par le biais de l'observation empirique et de l'expérience tout en tenant, dans l'autre main, une copie de son Éthique à Nicomaque. Platon pointe le doigt vers le ciel symbolisant sa croyance dans les idées (détail de la fresque L'École d'Athènes du peintre italien Raphaël).

(-345/-335) constitue la seconde grande période d'Aristote qui séjourne successivement à Assos, Mitylène, et à Miéza au nord de Pella (capitale de la Macédoine). C’est la naissance d’un platonisme critique et, selon Werner Jaeger, elle voit l'éclosion d'une philosophie de transition, où Aristote procède à des corrections du platonisme. Le premier livre fait l’histoire de la sagesse antique, et fait du platonisme un sommet de la philosophie. Le deuxième livre critique la théorie des Idées-nombres. Le Peri philosophias aurait d’ailleurs été écrit à la même époque que la critique des Idées dans le premier livre de la Métaphysique. Enfin, le troisième nous renseigne sur la cosmologie et la théologie du jeune Aristote. Plusieurs thèmes platoniciens y sont repris : identification de la théologie et de l’astronomie ; principe du premier moteur immobile (idée qui a son origine dans les Lois) ; l’âme des astres ; mais Aristote s’éloigne parfois de Platon. Ce serait là le moment de fondation de la théologie hellénique et même de la philosophie de la religion. On peut dire que même après la critique des Idées, Aristote garde encore assez longtemps certains concepts platoniciens (âme, immortalité, etc.).
Werner Jaeger examine également la Métaphysique, et distingue plusieurs états du texte : il y trouve une métaphysique primitive et un platonisme corrigé. Ainsi avons-nous deux textes qui font la critique des Idées (A, 9 et M, 4-5). Pour Jaeger, les deux premiers livres feraient alors partie d’une métaphysique primitive ; le livre M daterait d’une époque où l’école péripatéticienne s’oppose à l’école platonicienne (donc, au moment du second séjour à Athènes). Mais la partie M, 9-10 ferait également partie de la métaphysique primitive, avant d’être remplacée par M, 1. Le livre Z, sur la substance, aurait été introduit plus tard, pour donner un plan à l’ensemble, puisque dans ce livre la métaphysique n’est plus la science du suprasensible, mais de l’être en tant qu’être ; ce point ferait donc apparaître aussi l’évolution critique d’Aristote par rapport à Platon, sans que l’on sache bien si Aristote est parvenu à surmonter cette conception contradictoire de la métaphysique : théologie ou science de l’être en tant qu’être ?
Il produit alors la suite de la Physique (III, IV, V, VI), Du ciel, De la génération et de la corruption, la suite de la Métaphysique, une partie de l’Éthique à Nicomaque (livres I.6, VII, VIII, II, III), la Rhétorique, la Poétique. Il s'occupa sans doute de la reconstruction et de la législation de Stagire, qu'il voulait reconstruire après que Philippe II de Macédoine l'eut détruite en 349 av. J.-C. De même en ce qui concerne l’éthique, on peut distinguer une étape platonicienne (Protreptikos), un platonisme critique (Éthique à Eudème), et l’aristotélisme proprement dit (Éthique à Nicomaque). Le même genre de remarques peut également s’appliquer à la politique.

### Le maître du Lycée
Enfin, le second séjour à Athènes marque l’acmé de la philosophie aristotélicienne. Ce que l’on appelle habituellement aristotélisme a été élaboré pendant la seconde époque. Dans la troisième période, Aristote se livre à des recherches empiriques et il crée un nouveau type de science : ses enquêtes se caractérisent par la description et l’observation des choses particulières.
- recherches d'archives pour l’histoire du théâtre et des jeux ;
- recherches zoologiques et botaniques ; Aristote déclarait que les animaux se placent loin en dessous des humains dans la scala naturæ, à cause de leur prétendue irrationalité, et parce qu'ils n'auraient pas d'intérêt propre. Théophraste exprima son désaccord, se positionnant contre la consommation de viande en alléguant qu'elle privait les animaux de leur vie, et qu'elle était donc injuste. Les animaux, dit-il, peuvent raisonner, sentir, et ressentir de la même manière que les êtres humains[8]. Cet avis ne prévalut pas, et c'est la position d'Aristote — selon laquelle les humains et les non-humains vivaient dans des règnes moraux différents parce que les uns étaient doués de raison et non les autres — qui persista largement jusqu'aux contestations de certains philosophes dans les années 1970.
- anthropologie et physiologie ;
- histoire des sciences ;
- médecine.

## Ouvrages conservés
- L'Organon comprend :
  1. Catégories : sur les attributs et les catégories
  2. De l'interprétation : sur le jugement et la proposition en logique
  3. Premiers Analytiques : sur le syllogisme
  4. Seconds Analytiques : sur la démonstration
  5. Topiques : sur les arguments
  6. Réfutations sophistiques : sur les sophismes
- Les ouvrages physiques comprennent :
  - Physique[9]
  - De l'âme[10]
  - De la Génération et de la Corruption[11]
  - Sur L’Univers
  - Traité du Ciel[12]
  - Météorologiques[13]
  - Petits Traités d’histoire naturelle (titre latin : Parva naturalia)[14] :
    1. (De la sensation et des sensibles)
    2. De la mémoire et de la réminiscence
    3. Du sommeil et de la veille
    4. Des rêves
    5. De la divination dans le sommeil
    6. De la longévité et de la vie brève
    7. De la jeunesse et de la vieillesse
    8. De la respiration
    9. De la vie et de la mort

  - Histoire des animaux[15]
  - Parties des animaux
  - Du Mouvement des animaux
  - Marche des animaux
  - Génération des animaux[16]
- Métaphysique[17] Métaphysique
- La science pratique comprend :
  - Éthique à Nicomaque[18]
  - Éthique à Eudème[19]
  - Des vertus et des vices
  - La Grande Morale (d)[20]
  - Politique[21]
  - Constitution d'Athènes[22]
- La science poétique comprend :
  - Poétique[23]
  - Rhétorique[24]

## Éditions anciennes
Les éditions anciennes d’Aristote les plus notables sont celles de :
- Opera omnia (en grec).Alde Manuce Venise (1495-1498), in-fol. Venise, Alde Manuce. 5 parties en 7 volumes. Œuvres complètes à l'exception de la Rhétorique et de la Poétique, publiées par le même Alde Manuce en 1508 dans un recueil de traités de rhétorique.
- Sylburg (Francfort, 1585-86), toutes en grec
- Guillaume Duval, (Paris, 1619 et 1654), in-fol., grec-latin
- Aristotelis opera, Bekker et Brandis, grec-latin, avec un choix de commentaires, édition de l’Académie de Berlin, (Berlin, 1830-1836), 4 vol. in-4. T. I et II : "Les deux premiers volumes, qui contiennent les œuvres d'Aristote, servent de base de référence pour toutes les références au texte d'Aristote : la pagination et les notations de colonnes et lignes en sont reproduites dans toutes les éditions de caractère scientifique." T. III : Aristoteles latine, 1831 : traductions en latin à la Renaissance.
- la Collection Didot, (1848-60). T. IV : Scholia in Aristotelem, 1836 : extraits de commentaires en grec. T. V, 1870 : Aristotelis fragmenta[25] par Valentin Rose ; Index aristotelicus par Hermann Bonitz.
- Commentaires sur Aristote : Commentaria in Aristotelem Graeca (CAG), édition de l'Académie de Berlin, 1882-1909, 23 vol. : Alexandre d'Aphrodise, Ammonios, fils d'Hermias, Jean Philopon, Thémistios, Simplicios, etc., Walter de Gruyter, 1891, 919 p.

## Les faux: les Pseudo-Aristote
Le nombre des ouvrages mis sous le nom d'Aristote sans qu'il en soit l'auteur est immense. Charles B. Schmitt et Dilwyn Knox compilèrent une centaine d'écrits en langue latine attribués à tort à Aristote. Il s'agit de traités d'alchimie, d'astrologie, de physiognomonie et de chiromancie.
- Chyromantia (Ulm, 1490). R. A. Pack, "Pseudo-Aristoteles : Chiromantia", AHDLMA, 39 (1972), p. 289-320. Œuvre sur la chiromancie. XIVe siècle
- De la congélation et de la conglutination de la pierre, en latin De congelatione et conglutinatione lapidumen. Il s'agit d'une traduction-résumé d'une partie du Kitâb al-Shifâ d'Avicenne, qui traite de la formation des pierres et nie la transmutation alchimique. Ce traité a été ajouté vers 1200 par Alfred de Sareshel au livre IV des Météorologiques d'Aristote, de sorte qu'il a pu passer pour aristotélicien.
- Les Économiques. Le premier livre a peut-être été écrit par Théophraste ; le deuxième livre date du IIIe s. av. J.-C. ; le troisième livre est l'œuvre en partie d'un péripatéticien vivant vers 250 av. J.-C. et en partie d'un stoïcien vivant entre 100 et 300. Trad. J. Tricot, Vrin[28].
- Des lignes insécables. Écrit par un disciple d'Aristote. Édi. par Maria Timpenaro-Cardini, Pseudo-Aristotelis De lineis insecabilibus, Milan, 1970.
- Le Livre des causes (Liber de causis), basé sur les Éléments de Théologie de Proclus mais d'auteur véritable incertain (sans doute arabe), fut originellement attribué à Aristote avant que son origine néoplatonicienne soit décelée par Thomas d'Aquin. Texte latin et traduction en français par P. Magnard, O. Boulnois, B. Pinchard, J.-L. Solère, in La demeure de l'être. Autour d'un anonyme, Vrin, 1990.
- Magikos. Cité par Diogène Laërce, II, 45. Selon A.-J. Festugière : "un faux contemporain des ouvrages de l'Ancienne Académie et du Lycée portant sur la sagesse orientale".
- Mélissos, Xénophane et Gorgias[29]. Compilation biographique, l'œuvre d'un éclectique du Ier s. apr. J.-C. selon David Ross[30]. Plusieurs manuscrits et le texte indiquent cependant que Xénophane serait une erreur, la seconde partie est consacrée à Zénon, dont les thématiques, ainsi que celles de son maître Parménide, s'accordent mieux avec la biographie[31].
- Physiognomonica (IIIe s. av. J.-C.). "Combinaison de deux traités, peut-être péripatéticiens" (David Ross). Édi. par C. Prantl : Aristotelis quae feruntur 'De coloribus', 'De audibilibus', 'Physiognomonica', Leipzig, 1881, et W. D. Ross, The Works of Aristotle, 1913, p. 805. Sur la physiognomonie.
- Problemata physica. Repose sur des prémisses aristotéliciennes en mathématiques, musique, optique, physiologie... ; mais date du Ve ou VIe s. ; trad. en latin par Barthélémy de Messine (vers 1256-1268). Les problèmes, trad. P. Louis, Les Belles Lettres, 1991-1994, 3 t[32].
- Rhétorique à Alexandre. Du début du IIIe s. av. J.-C. Avec des éléments aristotéliciens. Rhétorique d'Aristote, trad. P. Chiron, Les Belles Lettres, 2002, CLXXIV-270 p.
- Le Secret des secrets[33]. Se présente comme une lettre adressée par Aristote à son ancien disciple Alexandre le Grand qui vient de vaincre Darius III. Un best-seller au Moyen Âge. Texte occultiste, avec physiognomonie, alchimie, mais aussi médecine, politique. Commenté comme authentique par Roger Bacon en 1275-1280. Le secret des secrets, ou Lettre [d'Aristote] à Alexandre [le Grand] (texte arabe Kitâb Sirr al-Asrâr. Livre du secret des secrets) vers 730, par Sâlim abû al-'Alâ, mais certains historiens, dont J. Ruska (Al-Razi's Buch Geheimnis der Geheimnisse, 1937, rééd. 1973) lui donnent pour auteur Rhazès (865-925), d'autres ont proposé Yuhannâ ibn al-Bitrîq, vers 941 ; texte latin Secretum secretorum en version longue vers 1243, par Philippe de Tripoli. Secretum secretorum Aristotelis ad Alexandrum Magnum, Cambridge (Mass.), Omnisys, 1990, 153 p. (reprint de l’éd. de Venise en 1555). Texte en ligne.
- Théologie d'Aristote : paraphrase des trois dernières Ennéades de Plotin, peut-être fondée sur une version syriaque qui remonterait au VIe s. : in Plotini Opera, édi. par Paul Henry et Hans-Rudolf Schwyzert, t. II, p. 486 sq. : Plotiniana arabica, Desclée de Brouwer, 1959, trad. an. Geoffrey Lewis.
- Traité du monde (Ier s., mélange de philosophie aristotélicienne et du moyen-stoïcisme de Poseidonios d'Apamée), écrit sans doute à Alexandrie, traduit en latin par Nicolas de Sicile av. 1240. Trad. Jules Tricot, Vrin, 1949.
- De mirabilibus auscultationibus (en), collection d'anecdotes rangées par thèmes, concernant principalement le monde naturel[34].